# New World Order (gra komputerowa)
New World Order – komputerowa taktyczna gra akcji wyprodukowana przez szwedzkie studio Termite Games oraz wydana przez Project Three 18 marca 2003 roku na platformę PC. Gra została negatywnie przyjęta przez większość recenzentów, uzyskując średnią 32/100 spośród 12 recenzji w agregatorze Metacritic oraz średnią 44,24% z 18 recenzji według GameRankings.

## Rozgrywka
New World Order jest taktyczną grą akcji. Gracz może się wcielić w postać jednej z pięciu klas postaci o różnych specjalizacjach: snajper, szturmowiec, taktyk, ekspert od materiałów wybuchowych oraz ekspert w walce na bliskiej odległości. Gracz może grać po stronie Global Assault Team (GAT) lub The Syndicate, każda ze stron ma odmienne właściwości.
W grze zawarty został tryb gry wieloosobowej dostępny przez Internet lub sieć lokalną. W trybie gry zespołowej zadaniem graczy jest m.in. obrona nowoczesnego laboratorium, atak frontalny lub atak z zaskoczenia na magazyn.